# Apolo persiguiendo a Dafne
Apolo persiguiendo a Dafne o Apolo y Dafne es una pintura que Giambattista Tiepolo realizó en torno a 1755-1760. Está realizada en óleo sobre lienzo y sus dimensiones son 68,5 cm de alto y 87 de ancho. Se conserva en la Galería Nacional de Arte de Washington.

## Historia
Este cuadro está firmado pero no fechado. Por su estilo, se relaciona con las pinturas al fresco que el autor realizó en Villa Valmarana (Vicenza), en 1757. Formaba pareja con otro titulado Venus y Vulcano. Estuvo en la colección de Friedrich Jakob Gsell, en Viena, hasta que fue vendido en 1872. Tras pasar por otras colecciones particulares, el cuadro llegó al museo desde la colección de Samuel Henry Kress.

## Tema
El tema del cuadro es el mito griego de Apolo y Dafne interpretado a través de Las metamorfosis de Ovidio. Eros, dios del amor, había disparado dos flechas, una que provocaba el amor y la otra el efecto contrario. Por ello, el dios Apolo queda lleno de deseo por la ninfa Dafne, pero su amor no es correspondido. Apolo, lleno de deseo por la ninfa, persigue a Dafne. Esta, en su huida, invoca a su padre, el dios-río Peneo, le pide que transforme su figura para evitar a su perseguidor y al instante queda convertida en un árbol de laurel. El cuadro muestra el preciso momento en el que se está produciendo la transformación de la ninfa.
Giambattista Tiepolo realizó otras pinturas con este mismo tema: entre ellos, en 1730-31, un fresco en grisalla en el Palazzo Archinto de Milán y, hacia 1743-44, un cuadro que se encuentra en el Museo del Louvre que incluyen los mismos personajes que la pintura de Washington.

## Descripción
En la composición de este cuadro predominan las líneas diagonales. Una de estas divide en dos la escena. A un lado se sitúa un joven que corre y que representa al dios Apolo, envuelto por un manto de tono amarillo. Su cabeza, que lleva una corona de laurel, está rodeada por una aureola luminosa, que es el sol. Lleva un carcaj y extiende su mano hacia adelante.
Al otro lado de esa línea imaginaria están las otras figuras, que forman un grupo compacto de manera que descentran la composición. Este grupo está formado por un niño desnudo con alas, que representa al pequeño Eros; un anciano barbado con el ceño fruncido, envuelto en un manto rojo, que representa a Peneo; y una hermosa joven semidesnuda, que representa a Dafne. 
El anciano está agachado y gira la cabeza, está junto a un remo y sujeto a una gran tinaja de la que brota agua como símbolos de que es un dios fluvial. Dafne se echa hacia atrás, apoyándose en su padre y parece desprenderse de su túnica blanca mientras una de sus piernas y sus manos están adquiriendo la figura de un árbol. En el extremo, Eros permanece escondido tras el manto de la ninfa.